# Фелбекен
Фелбекен (њем. Veelböken) општина је у њемачкој савезној држави Мекленбург-Западна Померанија. Једно је од 91 општинског средишта округа Нордвестмекленбург. Према процјени из 2010. у општини је живјело 774 становника. Посједује регионалну шифру (AGS) 13058102.

## Географски и демографски подаци
Фелбекен се налази у савезној држави Мекленбург-Западна Померанија у округу Нордвестмекленбург. Општина се налази на надморској висини од 58 метара. Површина општине износи 32,5 km². У самом мјесту је, према процјени из 2010. године, живјело 774 становника. Просјечна густина становништва износи 24 становника/km².

## Међународна сарадња
| Мјесто | Држава    | Врста сарадње | Од    |
| ------ | --------- | ------------- | ----- |
| Матсе  | Аустрија  | контакт       | 1994. |
|        | Француска | партнерство   | 1994. |
| Извор  |           |               |       |